# Голямата победа
„Голямата победа“ е български телевизионен игрален филм (драма) от 1972 година на режисьора Васил Мирчев, по сценарий на Дончо Цончев. Оператор е Георги Матеев. Музиката във филма е композирана от Борис Карадимчев. 

## Сюжет
Автомобилни състезатели с шанс за победа в опасен завой с морална дилема преди финала на голямото рали...
Братя Боневи са опитни автомобилни състезатели и амбициозни млади хора. Участват в рали и този път са решени на всяка цена да финишират първи. Когато победата е близка, зад един завой... пред тях се изпречва паднала скала. В последния момент избягват катастрофата. Да я отминат или да изчакат съперниците си, за да ги предупредят за фаталното препятствие... 

## Състав

### Актьорски състав
| Роля                                          | Изпълнител                 |
|                                               | В ролите                   |
| --------------------------------------------- | -------------------------- |
| Иван Бонев, големият брат, рали-състезател    | Коста Цонев                |
| Валентин Бонев, малкият брат, рали-състезател | Йосиф Сърчаджиев           |
| Щерьо Щерев, автомобилен рали-състезател      | Анани Явашев               |
| Анна Каменска, втори пилот на Щерев           | Пенка Цицелкова            |
| Антон „Тони“ Бараков, рали-състезател         | Добромир Манев             |
| Атанас „Наско“, втори пилот на Тони           | Лъчезар Стоянов            |
| Журналистката с очилата                       | Пепа Николова              |
| Коментаторът/режисорът Владо                  | Досьо Досев                |
| актрисата Катя, приятелка на Иван Бонев       | Катя Паскалева             |
| актьорът Ицко                                 | Ицхак Финци                |
| рали-състезател                               | Петър Пенков               |
| австриеца Рихтер, рали-състезател             | Иван Джамбазов             |
|                                               | Жарко Павлович             |
|                                               | Живка Пенева               |
|                                               | Георги Вепшек              |
| работещ в ПТС                                 | Антон Карастоянов          |
| автомобилен механик на братя Боневи           | Тодор Тодорв               |
|                                               | С участие на състезателите |
|                                               | з.м.с. Илия Чубриков       |
|                                               | Иван Николов               |
|                                               | м.с. Илия Бонев            |
| Таков                                         | Янчо Таков                 |
|                                               | Юрий Калчев                |

### Творчески и технически екип
| Режисьор           | Васил Мирчев                                                   |
| Сценарий           | Дончо Цончев                                                   |
| Оператор           | Георги Матеев                                                  |
| Камера             | Ангел Иванов Красимир Костов                                   |
| Музика             | Борис Карадимчев                                               |
| Художник           | Руси Дойчинов                                                  |
| Монтаж             | Катя Василева                                                  |
| Звукооператор      | Славчо Дилянов                                                 |
| Редактор           | Пиринка Хаджиева                                               |
| Консултант         | з.м.с. Илия Чубриков                                           |
| Костюми            | Елена Димякова                                                 |
| Грим               | Мира Нешева                                                    |
| Втори режисьор     | Виолета Лазарова                                               |
| Асистент-режисьори | Людмила Коева Михаил Михайлов Здравка Лекова                   |
| Комбинирани снимки | Иван Манев                                                     |
| Асистент           | Нено Трифонов                                                  |
| Асистент-оператор  | Емил Димитров                                                  |
| Осветление         | Кръстьо Даскалов                                               |
| Пиротехника        | Иван Ангелов                                                   |
| Реквизит           | Пенчо Михайлов                                                 |
| Скипери            | Борис Симеонов Емил Берцоев                                    |
| Художник-график    | Величко Димов                                                  |
| Организатори       | Станислав Попов Димитър Бакалов                                |
| Директор           | Николай Начев                                                  |
| Distributed by     | Българска телевизия Студия за игрални филми /Copyright © 1972/ |